# Kisújbánya
Kisújbánya (allemand : Neuglashütte) est un village qui depuis 1978 fait partie administrativement de la commune de Hosszúhetény, dans le comitat de Baranya en Hongrie.

## Géographie
Kisújbánya est situé à 6 km au nord de Hosszúhetény, au cœur de la zone de protection paysagère du Mecsek oriental, dans une vallée accessible par une route forestière. Le village a l'aspect traditionnel typique des villages paysans souabes (sváb).

## Histoire
Kisújbánya a été fondé en 1761 par des colons allemands, venus de Moravie et de Franconie pour y établir des verreries dans une vallée où le bois ne manque pas (d'où les noms Neuglashütte/Kisújbánya et Altglashütte/Óbánya). Le village vit de l'élevage bovin de façon assez isolée du monde extérieur jusqu'au début des années 1970, et se dépeuple alors en l'espace de deux années, l'essentiel de la population s'installant à Hosszúhetény. Les maisons rachetées par des citadins, à l'architecture traditionnelle préservée par la réglementation de la zone protégée, en font aujourd'hui un lieu de villégiature recherché.